# 許普芬
許普芬是瑞士的城鎮，位於該國中西部，由伯恩州負責管轄，面積19.83平方公里，海拔高度629米，2011年人口3,518，七成半人口信奉基督教，人口密度每平方公里177人。